# سیم‌سیمی
سیم‌سیمی (انگلیسی: SimSimi) یک برنامهٔ هوش مصنوعی مکالمه‌ای است که در سال ۲۰۰۲ توسط ISMaker ساخته شد. این برنامه در تایلند به علت برخی پاسخ‌های آن که حاوی دشنام و انتقاد از سیاستمداران برجسته هستند، منجر به جنجال و اعتراض شده‌است. این برنامه هوش مصنوعی خود را روز به روز افزایش می‌دهد و به کمک ویژگی‌ای که به کاربران اجازه می‌دهد به آن بیاموزند، یادمی‌گیرد تا پاسخ صحیح بدهد. نام «سیم‌سیمی» از کلمهٔ کره‌ای «سیمسیم» (심심) به معنای «بی‌حوصله» گرفته شده است. این برنامه برای پلتفرم‌های وب، اندروید، ویندوز فون و iOS در دسترس است. 
سیم‌سیمی با استفاده از الگوریتم‌های پردازش زبان طبیعی و یادگیری ماشین، مکالمات تعاملی و سرگرم‌کننده‌ای را با کاربران ارائه می‌دهد. ویژگی منحصربه‌فرد این برنامه امکان آموزش پاسخ‌های جدید توسط کاربران است؛ به این صورت که کاربران می‌توانند پاسخ‌های مختلف را به برنامه بیاموزند و در نتیجه، سیم‌سیمی به مرور زمان پاسخ‌های خود را بهبود می‌بخشد. 
با این حال، به دلیل اینکه کاربران می‌توانند پاسخ‌ها را به برنامه آموزش دهند، گاهی اوقات سیم‌سیمی پاسخ‌های نامناسب یا توهین‌آمیزی ارائه می‌دهد که منعکس‌کنندهٔ ورودی‌های کاربران است. این مسئله در برخی کشورها منجر به ممنوعیت یا تعلیق برنامه شده است؛ به عنوان مثال، در سال ۲۰۱۲ در تایلند و در سال ۲۰۱۸ در برزیل، به دلیل ارسال پیام‌های نامناسب و انتقاد از سیاستمداران، استفاده از سیم‌سیمی ممنوع شد. 
برای بهبود تجربهٔ کاربری و جلوگیری از محتوای نامناسب، سیم‌سیمی گزینه‌هایی برای فیلتر کردن چنین محتواهایی ارائه می‌دهد. همچنین، کاربران می‌توانند با آموزش پاسخ‌های مناسب به برنامه، به بهبود کیفیت مکالمات کمک کنند. 
در مجموع، سیم‌سیمی یک چت‌بات هوش مصنوعی است که با مشارکت کاربران خود، تجربهٔ مکالمه‌ای تعاملی و پویا را ارائه می‌دهد.

## ویژگی‌های کلیدی سیم‌سیمی

### ۱. مکالمه مبتنی بر یادگیری کاربران
سیم‌سیمی برخلاف چت‌بات‌های سنتی که از پایگاه داده‌های ثابتی برای مکالمه استفاده می‌کنند، پاسخ‌های خود را از ورودی‌های کاربران یاد می‌گیرد. این یعنی:
- کاربران می‌توانند پاسخ‌های جدید را به برنامه بیاموزند.
- پاسخ‌ها به مرور زمان تغییر کرده و به‌روزرسانی می‌شوند.
- تنوع در پاسخ‌ها به دلیل ورودی‌های مختلف از سوی کاربران بالاست.

### ۲. قابلیت یادگیری از مکالمات
چون سیم‌سیمی از کاربران یاد می‌گیرد، مکالماتش ممکن است ترکیبی از اطلاعات واقعی، طنز، یا حتی پیام‌های بی‌معنی باشد. برخی کاربران از این ویژگی برای ساخت مکالمات خنده‌دار و خلاقانه استفاده کرده‌اند.

### ۳. محدودیت‌های اخلاقی و نظارتی
به دلیل اینکه محتوای چت‌بات توسط کاربران تغذیه می‌شود، گاهی پاسخ‌های نامناسب یا توهین‌آمیز ارائه می‌دهد. این باعث شده که در برخی کشورها مسدود شود یا تحت نظارت دقیق‌تری قرار بگیرد:
- در تایلند (۲۰۱۲)، سیم‌سیمی به علت ارسال پاسخ‌های حاوی انتقاد از سیاستمداران ممنوع شد.
- در برزیل (۲۰۱۸)، به دلیل محتوای نامناسب برای کودکان، این برنامه از دسترس خارج شد.

### ۴. مکانیزم فیلتر محتوا
سازندگان سیم‌سیمی برای کاهش محتوای توهین‌آمیز، سیستم‌های فیلتر و تعدیل محتوا را اضافه کردند. کاربران اکنون می‌توانند:
- پاسخ‌های نامناسب را گزارش کنند.
- گزینه‌ای برای جلوگیری از محتوای توهین‌آمیز فعال کنند.
- تنظیماتی برای فیلتر کردن زبان‌های خاص داشته باشند.

## نحوه استفاده از سیم‌سیمی
این برنامه برای سیستم‌عامل‌های مختلف از جمله اندروید، iOS و وب در دسترس است. کاربران می‌توانند با نصب اپلیکیشن یا ورود به وب‌سایت رسمی سیم‌سیمی، با این چت‌بات مکالمه کنند.

## چرا سیم‌سیمی محبوب شد؟
- سرگرم‌کننده بودن: کاربران می‌توانند مکالمات بامزه و خنده‌داری ایجاد کنند.
- تعامل انسانی‌تر: به دلیل یادگیری از کاربران، پاسخ‌هایش طبیعی‌تر به نظر می‌رسد.
- انعطاف‌پذیری بالا: امکان یاد دادن پاسخ‌های جدید به چت‌بات باعث می‌شود تجربهٔ هر کاربر شخصی‌سازی شود.

## جمع‌بندی
سیم‌سیمی یک چت‌بات سرگرم‌کننده و تعاملی است که برخلاف دیگر چت‌بات‌ها، از ورودی‌های کاربران برای یادگیری و بهبود پاسخ‌هایش استفاده می‌کند. با اینکه این ویژگی باعث افزایش جذابیت برنامه شده، اما در عین حال مشکلاتی مانند تولید محتوای نامناسب را نیز به همراه داشته است. به همین دلیل، برخی کشورها محدودیت‌هایی روی آن اعمال کرده‌اند و توسعه‌دهندگان نیز فیلترهای محتوا را برای کنترل بهتر پیام‌ها اضافه کرده‌اند.